# Simone Ruffini
Simone Ruffini (Tolentino, 7 de dezembro de 1989) é um maratonista aquática italiano.

## Carreira

### Rio 2016
Ruffini competiu nos 10 km masculino nos Jogos Olímpicos de Verão de 2016 ficando na sexta colocação.